# Extrem laut & unglaublich nah
Extrem laut & unglaublich nah ist ein US-amerikanisches Filmdrama von 2011 unter der Regie von Stephen Daldry. Der Film ist eine Adaption des gleichnamigen Romans von Jonathan Safran Foer und erhielt für die Oscarverleihung 2012 Nominierungen in den Kategorien Best Picture und Best Supporting Actor. Der Film kam am 16. Februar 2012 in die deutschen Kinos.

## Handlung
Der verhaltensauffällige Oskar verliert seinen Vater Thomas bei dem Anschlag auf das World Trade Center am 11. September 2001 in New York. Oskar verfolgt das Geschehen in den Medien, während sich sein Vater in einem der Hochhäuser befindet und verzweifelt versucht, seine Familie telefonisch zu erreichen.
Gemeinsam hatten Vater und Sohn häufig eine Art Schnitzeljagd gespielt, deren Ziel es war, Oskar in Kontakt mit Leuten zu bringen, um seine Schüchternheit zu überwinden. Nach dem Tod seines Vaters beginnt Oskar, einem Hinweis zu folgen, den er in einer Vase im Schrank seines Vaters findet. Es handelt sich dabei um einen Schlüssel, dessen Etui mit dem Wort „Black“ beschriftet ist.
Weil Oskar glaubt, der Schlüssel sei für ihn bestimmt, beschließt er, jeden Menschen namens Black, der im Telefonverzeichnis New Yorks gelistet ist, aufzusuchen, um herauszufinden, welches Schloss der Schlüssel öffnet. So begegnet er einer ganzen Reihe von Leuten, die ihm meistens eine Geschichte über sich erzählen, ihm mit dem Schlüssel aber nicht weiterhelfen können. Im Laufe der Suche freundet sich Oskar mit dem stummen Untermieter seiner Großmutter an, der ihn bei seiner Suche unterstützt und dabei versucht, dem Jungen einige seiner Ängste zu nehmen. Oskar spielt dem Mann auch einige Nachrichten vor, die sein Vater kurz vor seinem Tod auf dem Anrufbeantworter hinterlassen hat und von dessen Existenz nicht einmal Oskars Mutter etwas weiß. Oskar zieht den Schluss, dass der Untermieter sein Großvater sei.
Einem weiteren Hinweis seines Vaters nachgehend führt ihn Abby Black, welche er bereits besucht hatte, zu ihrem geschiedenen Ehemann William. Dabei stellt sich heraus, dass William seit langem nach dem Schlüssel sucht. Er gehört zu einem Bankschließfach und wurde versehentlich zusammen mit der Vase an Oskars Vater verkauft. Oskar ist enttäuscht, dass der Schlüssel nicht für ihn ist. Er zerstört in Trauer zunächst alles, was mit seiner Suche zu tun hat. Dann erfährt er jedoch von seiner Mutter Linda, von der er sich seit dem Tod seines Vaters entfremdet hat, dass sie von seiner Suche wusste und die Menschen, die er traf, zuvor informiert hat, damit sie freundlich zu ihm wären.
Als Oskar am Ende des Films wieder bei den Schaukeln im Central Park steht, findet er dort einen Hinweis seines Vaters, der besagt, dass die Schnitzeljagd längst vorbei sei, da Oskar seine Angst überwunden habe. In einer Zwischenszene erfährt man, dass Oskars Großvater wieder zu seiner Großmutter zurückkehrt und diese ihn auch wieder aufnimmt. Oskar setzt sich auf eine der Schaukeln und nimmt Schwung, sodass der Film schließlich endet, als Oskar volle Schwünge auf der Schaukel genießt.

## Produktion

### Veröffentlichung
Regisseur Stephen Daldry hoffte, den Film im Herbst 2011 für die Öffentlichkeit fertigzustellen, um einen Bezug zu dem 10. Jahrestag der Terroranschläge am 11. September 2001 herstellen zu können. In den Kinos wurde der Film jedoch erst im Januar (Vereinigte Staaten) bzw. Februar (Deutschland) 2012 gezeigt. In Deutschland erschien eine DVD- und Blu-Ray-Fassung am 22. Juni 2012.

## Rezeption

### Kritik
Kritiker nahmen den Film durchwachsen auf. Kritisiert wurde häufig die Referenz auf den World-Trade-Center-Anschlag des 11. September. Auf dem Metakritik-Dienst Rotten Tomatoes erhielt der Film eine Kritikerwertung von 45 Prozent, das Publikum vergab eine Durchschnittswertung von 61 Prozent.

„Recht gekonnt verbindet der Film die Trauer des Jungen um den Verlust seines Vaters und seine Schuldgefühle mit der Trauerstimmung in den USA nach den Anschlägen (freilich ohne auch nur ein einziges Mal auf die schrecklichen Folgen von 9/11 einzugehen) mit der Geschichte einer Familie, die nach einem Schicksalsschlag erst wieder zueinanderfinden muss. Die Tragik des Stoffes, die Daldry auch immer wieder ins Süßliche überführt, wird immerhin ein wenig gemildert durch beinahe nebenbei eingestreute märchenhaft anmutende Motive und die charmante Skurrilität des Jungen, der wahrscheinlich der ungewöhnlichste Neunjährige der Kinogeschichte sein dürfte.“

„Vielmehr liegt es an der Banalität der Umsetzung, die einen realistischen Rahmen für Foers märchenhafte Stilisierung sucht und dann doch nur sentimentale Manipulationsformeln findet. Tom Hanks spielt in Rückblenden als (zu) perfekter Papa auf: Schon die Trauer hängt an einer Fantasiefigur, während als Gegenpol die traumatisierte Mama (Sandra Bullock) erstaunlich verantwortungslos agiert – was sich aber nur als einer der Drehbuchtricks von Forrest Gump-Autor Eric Roth erweist, mit denen am Ende eine Serie ‚erhebender‘ Emotionsexzesse orchestriert wird.“

„Die Verfilmung des Romans von Jonathan Safran Foer […] ist der bemerkenswerte Versuch der Aufarbeitung und Überwindung jenes Traumas, das die US-amerikanische Nation bis zum heutigen Tag bewegt. Feinfühlig inszeniert und hervorragend gespielt, begibt sich der Film manchmal nah an den Rand zur Sentimentalisierung, überzeugt aber stets durch die Ernsthaftigkeit seines Anliegens.“

### Einspielergebnisse
Der Film spielte rund 55 Millionen US-Dollar ein.

### Nominierungen und Auszeichnungen
Extrem laut & unglaublich nah wurde 2012 für einen Oscar in der Kategorie Bester Film nominiert. Der schwedische Darsteller des Untermieters, Max von Sydow, wurde für einen Oscar als bester Nebendarsteller nominiert.
Der Film erhielt 2012 außerdem den Hessischen Filmpreis als „Beste internationale Literaturverfilmung“ (Preis der Frankfurter Buchmesse).
Die Deutsche Film- und Medienbewertung FBW verlieh dem Film das Prädikat „Besonders wertvoll“.

## Synchronisation
Die deutschsprachige Synchronisation stammt von der FFS Film- & Fernseh-Synchron aus Berlin. Dialogregie führte  Marius Clarén.
| Darsteller        | Sprecher           | Rolle               |
| ----------------- | ------------------ | ------------------- |
| Thomas Horn       | Luisa Wietzorek    | Oskar Schell        |
| Tom Hanks         | Arne Elsholtz      | Thomas Schell       |
| Sandra Bullock    | Bettina Weiß       | Linda Schell        |
| Viola Davis       | Anke Reitzenstein  | Abby Black          |
| William Youmans   | Frank Röth         | Barkeeper           |
| Adrian Martinez   | Matthias Klages    | Hector Black        |
| Zoe Caldwell      | Gisela Fritsch     | Oskars Großmutter   |
| John Goodman      | Klaus Sonnenschein | Stan, der Pförtner  |
| Stephen Henderson | Jörg Döring        | Walt, der Schlosser |
| Jeffrey Wright    | Oliver Siebeck     | William Black       |
| Max von Sydow     | (stumm)            | Der Untermieter     |